# 斯旺西 (伊利諾伊州)
斯旺西（英語：Swansea）是位於美國伊利諾伊州聖克萊爾縣的一個村落。

## 地理
斯旺西的座標為38°32′30″N 89°59′14″W / 38.54167°N 89.98722°W，而該地最高點為海拔高度171米（即561英尺）。

## 人口
根據2010年美國人口普查的數據，斯旺西的面積為17.01平方千米，當中陸地面積為16.61平方千米，而水域面積為0.40平方千米。當地共有人口13430人，而人口密度為每平方千米789人。